# Namibische Regierung

Wappen Namibias

Seit 1990 besteht die namibische Regierung (englisch Government of the Republic of Namibia) aus dem Präsidenten, dem Vizepräsidenten (erstmals seit 21. März 2015), dem Premierminister, dem Stellvertretenden Premierminister und den durch den Präsidenten ernannten Ministern und ihren Vize sowie dem Attorney-General und den Chefs der Nationalen Planungskommission und des Namibia Central Intelligence Service sowie dem Kabinettssekretär.
Jeder Minister bedarf auch des Vertrauens der Nationalversammlung und muss Mitglied dieser sein; erhält ein Minister dieses nicht, muss der Präsident ihn entlassen. Damit sind die Minister sowohl gegenüber dem Präsidenten wie auch der Nationalversammlung verantwortlich. Die Verfassung Namibias stellt diese doppelte Abhängigkeit ausdrücklich hervor.
Der Premierminister ist der Regierungschef und erster Berater des Präsidenten und koordiniert alle Regierungsbehörden, Ministerien und andere staatliche Behörden.
Die Regierung hatte bis 2008 ihren Sitz im alten State House im Stadtteil Zentral in der namibischen Hauptstadt Windhoek. 2008/09 fand der Umzug in die Räumlichkeiten des neuen State House in Windhoek-Auasblick statt.

## Regierungen
Die ersten drei Regierungen Namibias wurden durch Sam Nujoma (SWAPO) gebildet. Es folgten zwei Regierungen durch Hifikepunye Pohamba (SWAPO) und seit 2015 durch Hage Geingob (SWAPO) sowie nach seinem Tod durch Nangolo Mbumba.
Die Regierungen und der Staatspräsident nehmen ihre Arbeit jeweils am Unabhängigkeitstag, d. h. dem 21. März des Jahres das auf die letzten Parlaments- und Präsidentschaftswahlen folgt, auf. Die ersten Frauen wurden, mit Saara Kuugongelwa-Amadhila, am 21. März 2015 in die vier höchsten Positionen im Staat erhoben.
Die vier wichtigsten Positionen im Staatsgebilde sind:
| Amt/Jahr Kabinett   | 1990–1995           | 1995–2000           | 2000–2005                                                                | 2005–2010           | 2010–2015                                                              | 2015–2020                                                                 | 2020–2024                  | 2024–2025                  | 2025–2030              |
| Amt/Jahr Kabinett   | Nujoma I            | Nujoma II           | Nujoma III                                                               | Pohamba I           | Pohamba II                                                             | Geingob I                                                                 | Geingob II                 | Mbumba                     | Nandi-Ndaitwah         |
| ------------------- | ------------------- | ------------------- | ------------------------------------------------------------------------ | ------------------- | ---------------------------------------------------------------------- | ------------------------------------------------------------------------- | -------------------------- | -------------------------- | ---------------------- |
| Staatspräsident     | Sam Nujoma          | Sam Nujoma          | Sam Nujoma                                                               | Hifikepunye Pohamba | Hifikepunye Pohamba                                                    | Hage Geingob                                                              | Hage Geingob               | Nangolo Mbumba             | Netumbo Nandi-Ndaitwah |
| Vizestaatspräsident | Amt nicht vorhanden | Amt nicht vorhanden | Amt nicht vorhanden                                                      | Amt nicht vorhanden | Amt nicht vorhanden                                                    | Nickey Iyambo (bis 8. Februar 2018) Nangolo Mbumba (seit 8. Februar 2018) | Nangolo Mbumba             | Netumbo Nandi-Ndaitwah     | Lucia Witbooi          |
| Premierminister     | Hage Geingob        | Hage Geingob        | Hage Geingob (bis 28. August 2002) Theo-Ben Gurirab (ab 28. August 2002) | Nahas Angula        | Nahas Angula (bis 4. Dezember 2012) Hage Geingob (ab 4. Dezember 2012) | Saara Kuugongelwa-Amadhila                                                | Saara Kuugongelwa-Amadhila | Saara Kuugongelwa-Amadhila | Elijah Ngurare         |
| Vizepremierminister | Hendrik Witbooi     | Hendrik Witbooi     | Hendrik Witbooi                                                          | Libertina Amathila  | Marco Hausiku                                                          | Netumbo Nandi-Ndaitwah                                                    | Netumbo Nandi-Ndaitwah     | John Mutorwa               | Natangwe Ithete        |